# Ladomirov
Ladomirov – wieś (obec) na Słowacji położona w kraju preszowskim, w powiecie Snina. Pierwsze wzmianki o miejscowości pochodzą z roku 1567.
Według danych z dnia 31 grudnia 2012, wieś zamieszkiwało 309 osób, w tym 147 kobiet i 162 mężczyzn.
W 2001 roku rozkład populacji względem narodowości i przynależności etnicznej wyglądał następująco:
- Słowacy – 85,37%
- Czesi – 0,53%
- Rusini – 11,97%
- Ukraińcy – 1,33%

Ze względu na wyznawaną religię struktura mieszkańców kształtowała się w 2001 roku następująco:
- Katolicy rzymscy – 3,19%
- Grekokatolicy – 61,17%
- Prawosławni – 27,39%
- Ateiści – 0,27%
- Nie podano – 7,98%